# Кобра (футбольний клуб)
«Кобра»  — український футбольний клуб з міста Харків. Заснований у 2018 році. У сезоні 2018/19 років замінив «Геліос» у Першій лізі України. У кінці серпня Ващенко пояснив, що «передача власності» не відбулась.

## Історія

### У футболі
У 2018 році «Академія футболу „Кобра“» (Харків) виступала в чемпіонаті Харківської області. На початку травня 2018 року з'явилася інформація, що президент «Геліоса» Олександр Гельштейн може передати права власності на клуб іншій людині — Сергію Ващенку, який підтвердив факт переговорів. На початку липня 2018 року переговори завершилися й «Кобра» отримала юридичну адресу «Геліоса», завдяки чому здобула право виступати в Першій лізі. При цьому домашні поєдинки харків'яни повинні були грати на стадіоні «Геліос-Арена», а керувати командою повинен був Юрій Рудинський. Дебютувала новостворена команда у Першій лізі 21 липня 2018 року в поєдинку 1-го туру проти ковалівського «Колоса», який завершився поразкою харківського клубу з рахунком 0:4. Проте у чемпіонаті України «Кобра» виступала й надалі як правонаступник «Геліоса». У двох наступних поєдинках, проти МФК «Миколаїв» та винниківського «Руху», харків'яни також програють (0:2 та 1:2 відповідно). На початку серпня 2018 року з'явилася інформація, що до початку 4-го туру чемпіонату команда зніметься з чемпіонату, оскільки нові власники не поспішають повноцінно вступати у свої права, а Олександр Гельштейн продовжує накопичувати клубні борги. Проте в той же день Сергій Ващенко спростував цю інформацію, зазначивши, що команда буде існувати й надалі, а нові власники повноцінно вступлять у свої права з 15—16 серпня, коли завершиться фінансовий аудит в клубі. Проте вже 10 серпня керівництво харківського клубу підтвердило, що поєдинок проти «Гірник-Спорту» скасовано. Через декілька днів у пресі знову з'явилися чутки про припинення існування «Кобри», цю ж інформацію підтрвердили й у ПФЛ України, оскільки «Кобра» надіслала офіційного листа до організації, в якій повідомила, що не має можливості виїхати на поєдинок 5-го туру календарного чемпіонату проти кропивницької «Зірки». Також клубу зарахували технічну поразку в виїзному поєдинку другого кваліфікаційного раунду кубку України проти «Сум». Наприкінці серпня 2018 року команда виключена зі складу ПФЛ, а всі її результати анульовані. Напередодні виключення, «Трибуна» взяла коментар:
|  | - Олександр Гельштейн так і не передав Вам юридичні права на клуб? - Він як був, так і залишається власником клубу. Існує маса питань. - В чому проблема? - У нас з Гельштейн є домовленість в фінансовому плані. Поки ми ці питання не вирішили. Думаю, ми їх і не вирішимо. У нього є своя позиція, а в мене - своя |

Водночас в групі 3 чемпіонату України серед аматорів на початку серпня 2018 року стартувала аматорська команда клубу. На початку жовтня 2018 року Сергій Ващенко повідомив, що головним тренером «Кобри» став Сергій Валяєв, проте згодом сам Валяєв спростував цю інформацію, зазначивши, що лише протягом тижня був консультантом команди. В аматорському чемпіонаті команда в стартових 14-и турах відзначилася лише 8 голами й не здобула жодного очка до турнірної таблиці. 16 листопада 2018 року «Кобра» (Харків) виключена з аматорського чемпіонату України згідно з рішенням КДК ААФУ № 10, в усіх матчах, починаючи з 15-го туру, команді зараховані технічні поразки −:+. Того ж дня «Кобра» намагалася заявитися для участі в Другій лізі на сезон 2019/20 років.
У чемпіонаті Харківської області-2018 «Кобра» посіла п'яте місце серед 11 команд групи А.
У 2018 році «Кобра» також виступала в чемпіонаті Харкова і посіла в цьому змаганні останнє, 10-те місце.
4 грудня 2018 до Московського ВП ГУ НП в Харківській області надійшла колективна скарга від гравців та тренерського складу ФК «Кобра» про те, що президент футбольного клубу грубо порушує законодавство про працю, заволодів та незаконно не повертає трудові книжки гравців, окрім того, не виплачується заробітна плата."
2 лютого 2019-го було повідомлено, що Сергій Ващенко став президентом ПФК «Суми», який був під загрозою позбавлення професійного статусу через підозру у нечесній грі. Тим часом у «Кобрі» роль президента почав виконувати 18-річний Олександр чи Олександр Колоколов.
Менш ніж через тиждень, Ващенко повідомив, що ПФЛ схоже змушує його зняти ПФК «Суми» з турніру. У ПФЛ упевнені, що саме він винуватий у тому, що «Кобра» була вимушена знятися. Пізніше, того ж дня, Контрольно-дисциплінарний комітет ФФУ відкрив справу проти Ващенка за позовом ПФЛ.
5 березня Контрольно-дисциплінарний комітет ФФУ повідомив, що «закрило справу через відсутність передумов для розгляду».

### У футзалі
В сезон 2017/18 «Кобра» виступала у другій лізі чемпіонату України з футзалу.
Наступний сезон команда почала у першій лізі, але у зв’язку з двома неявками на календарні матчі, згідно зі статтею 44 п. 4 Регламенту чемпіонату України, «Кобру» виключили з чемпіонату. У матчах, що залишилися до завершення сезону, харків’янам зарахували поразки з результатом -:+, а суперникам перемоги – +:- відповідно.

## Стадіони
Єдиний зіграний домашній матч у Першій лізі 2018/19 «Кобра» провела на стадіоні «Сонячний». У чемпіонаті області-2018 команда виступала, зокрема, на стадіоні в смт Буди. У ДЮФЛУ домашньою ареною клубу виступають, зокрема, харківський стадіон «Схід» і поле навчально-тренувальної бази «Високий» у однойменному селищі.

## Відомі гравці
- Олексій Баштаненко

## Відомі тренери
- Юрій Рудинський
- Анатолій Серьогін
- Олексій Чобан[31]
- Олександр Олійник («Кобра» U-19)[30]